# Hulpverleningszone Taxandria
De Hulpverleningszone Taxandria (hulpverleningszone Antwerpen 4) is een regionale openbare dienst die in het noordoostelijke deel van de provincie Antwerpen de brandweer en een deel van de dringende medische hulpverlening verzorgt.

## Historiek
Naar aanleiding van de gasexplosie te Gellingen op 30 juli 2004 werd door de Belgische overheid gestart met het "hervormen" van de brandweer. Op 1 januari 2015 gingen de meeste nieuwe brandweerzones officieel van start. Een aantal zones waren onvoldoende gevorderd met de voorbereidingen en stelden de start uit.
De Hulpverleningszone Taxandria is een van de 35 hulpverleningszones in België die werkt in 12 gemeenten. Vanuit 11 brandweerposten verzorgt zij de hulpverlening in de noordoostelijke hoek van de provincie Antwerpen.

## Beschermingsgebied
Het beschermingsgebied van de hulpverleningszone Taxandria omvat 12 gemeenten, goed voor een totale oppervlakte van ongeveer 630 km² en een bevolking van ongeveer 200.000 inwoners. De zone kent zowel landelijk gebied als stadskernen en (chemische) industrie. Met name de industrieparken van Turnhout, Arendonk, Hoogstraten en Beerse houden op zich risico’s in. Sommige grote bedrijven beschikken dan ook over een eigen bedrijfsbrandweer. Belangrijke verkeersaders doorkruisen de zone, waaronder de autosnelwegen E34 en de E19. Onderstaande lijst geeft een overzicht van de gemeenten en hun kenmerken: 
| Gemeente      | Bevolkingsaantal (01/01/2023) | Oppervlakte (in km²) |
| ------------- | ----------------------------- | -------------------- |
| Arendonk      | 13.344                        | 55,38                |
| Baarle-Hertog | 3.012                         | 7,48                 |
| Beerse        | 18.416                        | 37,48                |
| Hoogstraten   | 22.245                        | 105,32               |
| Kasterlee     | 19.478                        | 71,52                |
| Lille         | 16.871                        | 59,40                |
| Merksplas     | 8.799                         | 44,56                |
| Oud-Turnhout  | 14.734                        | 38,80                |
| Ravels        | 15.338                        | 94,99                |
| Rijkevorsel   | 12.531                        | 46,79                |
| Turnhout      | 46.923                        | 56,06                |
| Vosselaar     | 11.802                        | 11,85                |
| TOTAAL        | 203.493                       | 629,63               |

## Organisatie
Het bestuur van de zone is in handen van het zonecollege, de zoneraad en het directiecomité.
- Het zonecollege bestaat uit de burgemeesters Frank Wilrycx (Merksplas), Gilles Bultinck (Vosselaar), Walter Luyten (Ravels), Marleen Peeters (Lille) en Bob Coppens (Oud-Turnhout). Voorzitter is Frank Wilrycx, sinds januari 2022. Het zonecollege staat in voor het dagelijks bestuur en bereidt de beslissingen van de zoneraad voor.
- De zoneraad bestaat uit alle 12 burgemeesters van de deelnemende gemeenten van de zone. De zoneraad is in feite het beleidsorgaan van de zone en bepaalt de algemene visie en missie en bewaakt, beoordeelt en stuurt bij waar nodig.
- Het directiecomité bestaat uit de zonecommandant en 3 directeurs waarvan 2 officieren. Het is verantwoordelijk voor de dagelijkse leiding van de organisatie. Zonecommandant is kolonel Luc Faes.

| Periode    | Zonecommandant        |
| ---------- | --------------------- |
| 2015-2017  | Luc Faes (waarnemend) |
| 2017-heden | Luc Faes              |

## Operationele werking
De zone telt in totaal 400 brandweermensen. Het grootste deel bestaat uit vrijwilligers. Daarnaast zijn er in de posten Turnhout en Hoogstraten samen zo'n 65 beroepsbrandweerlui.

### Zonale dispatching
De operationele werking wordt aangestuurd vanuit de zonale dispatching, gevestigd in Turnhout. De dispatching vervult geen rol inzake call-taking, dit aspect berust geheel bij de provinciale noodcentrale (hulpcentrum 112 Antwerpen). De incidenten worden bijgevolg enkel gedispatched en opgevolgd.
De zonale dispatching is de klok rond bemand.
Sinds januari 2017 is de dispatching van de brandweer gekoppeld met die van de Politiezone Regio Turnhout. De dispatching is samen met de zonale administratie en de zoneleiding ondergebracht in een nieuw gebouw, naast de bestaande politiekantoren aan de Noord-Brabantlaan in Turnhout.

### Uitrukprocedure
Een standaard uitrukprocedure is van toepassing. Deze is in basis afgestemd op het KB van 10 november 2012 tot vaststelling van de minimale voorwaarden van de snelste adequate hulp en van de adequate middelen. De invulling van de uitrukprocedure gebeurt op basis van netwerking, waarbij over alle posten heen steeds de snelste of meest adequate middelen ter plaatse worden gestuurd.

### Specialisaties
De brandweerzone beschikt over vier gespecialiseerde teams:
- Een duikteam, verdeeld over de posten Arendonk, Beerse, Kasterlee, Ravels, Turnhout, Hoogstraten, Merksplas en Rijkevorsel.
- Een OGS-team (OGS = Ongevalsbestrijding Gevaarlijke Stoffen), met standplaats in Turnhout.
- Een Grimp-team (GRIMP = reddingen op hoogte en diepte), verdeeld over de posten Arendonk, Turnhout, Hoogstraten en Kasterlee.
- Een gaspakteam met standplaatsen in Turnhout en Hoogstraten.

Alhoewel de teams in specifieke posten zijn gehuisvest kunnen personeelsleden van andere posten ook deel uitmaken van deze teams. In geval van interventie verzamelen zij samen op de interventieplaats.
Voor langdurige of uitgebreidere interventie kan de zone steeds beroep doen op omliggende zones of de Civiele Bescherming in Brasschaat.

### Trainingscentrum
De zone beschikt over een eigen trainingscentrum, ingericht in een oude NAVO-hal op het vliegveld van Weelde (Ravels). Ook andere hulpverleningszones kunnen gebruik maken van de site. Brandweerlieden kunnen hier komen oefenen met basisgereedschappen. Voor specifieke opleidingen wordt nog steeds gebruik gemaakt van de infrastructuur van Campus Vesta in Ranst.

### Ambulancezorg
De Dringende Geneeskundige Hulpverlening behoort niet in alle gemeenten tot het takenpakket van de brandweer. Enkel in Turnhout en Hoogstraten is de brandweer belast met dringende ambulancezorg. De gemeente Arendonk baat deze dienst zelfstandig uit. Beerse doet een beroep op de vzw Ambulancedienst Beerse. In Ravels wordt de dienst DGH uitgebaat door het Vlaamse Kruis.

## Wagenpark en materieel
De brandweerzone beschikt over een uitgebreid wagenpark en materieel om de diverse opdrachten uit te voeren.
Het wagenpark omvat:
- 6 ambulances
- 18 autopompen
- 8 tankwagens
- 5 ladderwagens
- 3 hoogtewerkers
- 6 containervoertuigen
- 4 signalisatievoertuigen
- 10 commandowagens
- 20 combivoertuigen
- 16 dienstvoertuigen

Het gespecialiseerd materieel omvat onder meer:
- 1 industriële autopomp
- 5 duikersboten
- 2 materieelwagens
- 2 materieelcontainers OGS
- 1 poedercontainer
- 1 schuimcontainer
- 1 slangencontainer
- 1 commandopost operaties
- 1 meetvoertuig